# الخويرة الصغيرة (الرقة)
الخويرة الصغيرة قرية سورية تتبع ناحية سلوك في منطقة تل أبيض في محافظة الرقة. بلغ عدد سكانها 483 نسمة في عام 2004 حسب إحصاء المكتب المركزي للإحصاء.